# Mesquita Al-Kadhimiyya
La mesquita o mausoleu al-Kadhimiyya (àrab: المَسجد الكَاظميّة, al-masjid al-Kāẓimiyya) és un santuari al barri de Kadhimiya de Bagdad, a l'Iraq. Conté les tombes del setè imam Mussa al-Kàdhim i del novè imam Muhàmmad Jawad at-Taqí de l'islam xiita imamita. També hi són soterrats els famosos erudits xeic Mufid i Nassir-ad-Din at-Tussí. Al costat de la mesquita hi ha dos santuaris més petits, pertanyents als germans sàyyid ar-Radí (que van compilar El cim de l'eloqüència) i sàyyid al-Murtada.

## Reparacions i manteniment

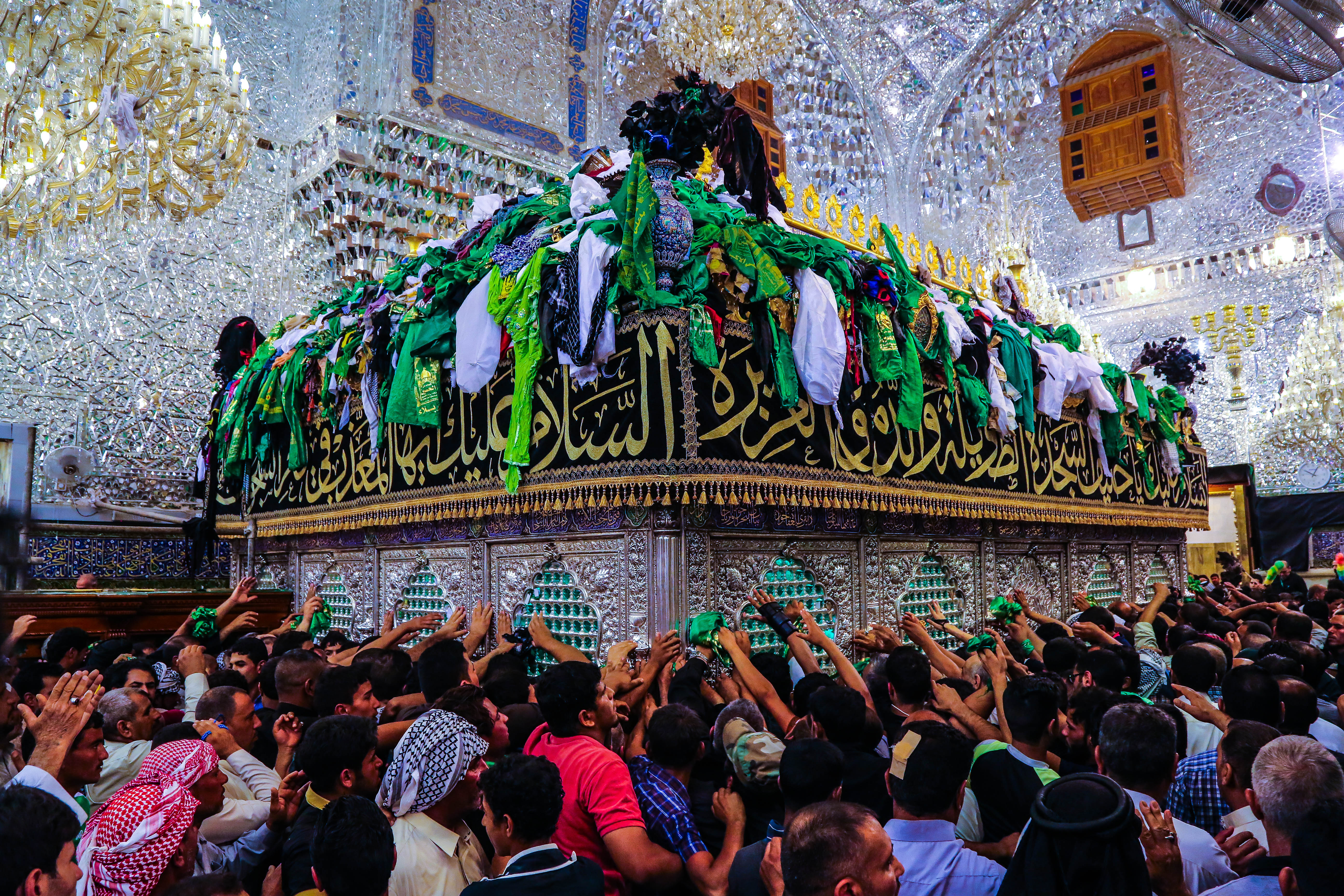
Interior de la Mesquita d'Al-Kadhimiyya de nit (2015)

### Estructura interior
Les reparacions a l'estructura en ruïnes del pati principal de la mesquita i les sales circumdants es feren en tres fases, en quatre mesos, abans de finals del 2007. El projecte eliminà els vells murs derruïts en tot el pati. Una vegada que se'n completà l'estructura interna, els pisos i les parets es van recobrir en diferents marbres.
La construcció de l'entrada per a dones, anomenada Bab al-Fàtima, ‘Porta de Fàtima’, començà a la fi del 2008, juntament amb la construcció de noves cambres a la mesquita destinades a servir refrescos als pelegrins.

### Estructura exterior
Entre les primeres reparacions fetes a la mesquita, després de la caiguda del règim i l'execució de Saddam Hussein, hi ha les reparacions efectuades en una de les portes d'entrada, la Bab al-Qibla, ‘Porta de l'Alquibla’. La porta i el mur exterior van haver de ser totalment restaurats a causa de la negligència que havien suportat, i es trigà set mesos a completar les obres.
La cúpula daurada sobre la tomba de Muhàmmad at-Taqí es tornà a daurar i es va donar a conéixer al públic el març del 2008, coincidint amb la celebració del naixement de Mahoma i del seu descendent Jàfar as-Sàdiq. El treball de reparació de la cúpula sobre la tomba de Mussa al-Kàdhim començà l'agost del 2008, coincidint amb l'aniversari de l'imam Hussayn ibn Alí ibn Abi-Tàlib.